# Géza Kádas
Géza Kádas   (Eger, 7 d'agost de 1926 - Budapest, 6 de març de 1979) fou un nedador hongarès que va competir durant les dècades de 1940 i 1950.
El 1948 va prendre part en els Jocs Olímpics d'Estiu de Londres, on va disputar tres proves del programa de natació. Va guanyar la medalla de plata en els 4x200 metres lliures, formant equip amb György Mitró, Imre Nyéki i Elemér Szathmáry, i la de bronze en els 100 metres lliures, rere els estatunidencs Walter Ris i Alan Ford. En els 400 metres lliures fou quart. Quatre anys més tard, als Jocs de Hèlsinki, disputà dues proves del programa de natació. En ambdues, els 100 i 4x200 metres lliures, fou cinquè.
En el seu palmarès també destaquen una medalla d'or i dues medalles de bronze al Campionat d'Europa de natació de 1947, tretze campionats universitaris, nombrosos campionats nacionals, a l'hora que va establir nombrosos rècords nacionals.
Fou condemnat a vuit anys de presó pel règim hongarès per la seva participació en la Revolució hongaresa de 1956.